# Nagoya Grampus
El Nagoya Grampus és un club de futbol japonès de la ciutat de Nagoya.

## Història
El club nasqué com a Toyota Motor SC, club de la mateixa empresa, l'any 1939 però inicialment estigué a l'ombra de l'altre club de l'empresa, el Toyota Automatic Loom Works (membre fundador de la Japan Soccer League el 1965). Quan el Toyota ALW baixà a categories inferiors el 1968, el Toyota Motor va veure l'oportunitat de créixer i el 1972 fou fundador de la segona divisió de la JSL i campió de la categoria aquell any. Amb la creació de la J. League el 1993 es convertí en Nagoya Grampus Eight i adoptant el nom de Nagoya Grampus a inici de la temporada 2008.

## Palmarès
- Japan Soccer League (2a Divisió):
  - 1972
- Copa de l'Emperador:
  - 1995, 1999
- Supercopa japonesa de futbol:
  - 1996
- Campionat del Japó de futbol:
  - 1968, 1970

## Futbolistes destacats
| - Takafumi Ogura - Takashi Hirano - Dido Havenaar - Yuji Sakakura - Yasuyuki Moriyama - Wagner Lopes - Kenji Fukuda - Keiji Kaimoto - Shigeyoshi Mochizuki - Ko Ishikawa - Tomoyuki Sakai - Yutaka Akita - Masahiro Koga - Kim Jung-Woo 2006-2007 - Joshua Kennedy 2009- - Ueslei 2000-2005 | - Valdo 1997-1998 - Luizão 2006 - Marcelo Ramos 2001-2002 - Torres 1995-1999 - Marques 2003-2005 - Gary Lineker 1993-1994 - Franck Durix 1995-1996 - Gérald Passi 1995 - Tarik Oulida 1998-2002 - Dragan Stojković 1994-2001 - Andrej Panadić 2002-2004 - Ivica Vastic 2002-2003 - Tomasz Frankowski 1996 - Ahn Young-Hak 2005 - Frode Johnsen 2006-2008 |

## Entrenadors
| Entrenador           | Nac.          | Anys      |
| -------------------- | ------------- | --------- |
| Ryuzou Hiraki        | Japó          | 1992-1993 |
| Gordon Milne         | Anglaterra    | 1994      |
| Tetsuro Miura ‡      | Japó          | 1994      |
| Arsène Wenger        | França        | 1995-1996 |
| Jose Alberto Costa ‡ | Portugal      | 1996      |
| Carlos Queiroz       | Portugal      | 1996-1997 |
| Koji Tanaka          | Japó          | 1997-1999 |
| Daniel Sánchez       | França        | 1999      |
| Mazaroppi ‡          | Brasil        | 1999      |
| João Carlos          | Brasil        | 1999-2001 |
| Tetsuro Miura        | Japó          | 2001      |
| Zdenko Verdenik      | Eslovènia     | 2002-2003 |
| Nelsinho             | Brasil        | 2003-2005 |
| Hitoshi Nakata ‡     | Japó          | 2005      |
| Sef Vergoossen       | Països Baixos | 2006-2007 |
| Dragan Stojković     | Sèrbia        | 2008-     |

‡ Entrenador provisional